# Meidoornvouwmot
De meidoornvouwmot (Phyllonorycter oxyacanthae) is een vlinder uit de familie mineermotten (Gracillariidae). 
De vlinder heeft een spanwijdte van 6 tot 8 millimeter. De soort komt voor in vrijwel geheel Europa, met uitzondering van de Balkan. De waardplanten voor de meidoornvouwmot zijn diverse soorten uit de rozenfamilie, met name meidoorn. De soort is een bladmineerder, de rups maakt een gangetje aan de onderkant van het blad, dat het blad laat samenvouwen ("vouwmijn").

## Naamgeving
De wetenschappelijke naam is voor het eerst geldig gepubliceerd in 1856 door Frey. De wetenschappelijke naam Lithocolletis pomonella Zeller, 1846 wordt gezien als (subjectief) senior synoniem. Omdat P. oxyacanthae een veel- en al lang gebruikte naam is en omdat L. pomonella (en later P. pomonella) in een aantal gevallen onjuist is gebruikt, heeft de International Commission on Zoological Nomenclature besloten L. pomonella geen prioriteit te geven.